# Hộ quân (nhà Thanh)
Hộ quân (Mãn Châu: bayara, giản thể: 护军; phồn thể: 護軍; bính âm: hùjūn), là những quân lính trong Hộ quân doanh (護軍營) thời nhà Thanh, thành viên là người thuộc Bát Kỳ của Mãn Châu và Mông Cổ ở kinh sư. Họ vào ngày thường thủ vệ Cung điện môn hộ, tra xét việc xuất nhập, Hoàng đế đi tuần thì sẽ phò theo hỗ trợ, khi dừng chân thì họ có nhiệm vụ bảo vệ Ngự doanh.

## Khái quát
Thời Hậu Kim, thiết lập Ba Nha Lạt doanh (巴牙喇營), thống lĩnh là [Ba Nha Lạt Đạo chương kinh; 巴牙喇纛章京]. Năm Thuận Trị thứ 17 (1660), chính thức dùng tên Hán, gọi là hệ thống Hộ quân Thống lĩnh.
Đứng đầu Hộ quân là [Hộ quân Thống lĩnh; 護軍統領], hàm Chính nhị phẩm, mỗi Kỳ lấy 1 người, tổng 8 người. Phó tướng là Tham lĩnh (參領), hàm Chính tam phẩm, và Phó Tham lĩnh (副參領), hàm Chính tứ phẩm (ban đầu là Chính ngũ phẩm, thời Ung Chính nâng lên); đều hơn 100 người, trong đó Mãn Châu có 80 người và Mông Cổ có 32 người. Chức Hộ quân giáo (護軍校), hàm Chính lục phẩm, có 885 người; trong đó Mãn Châu có 681 người, còn Mông Cổ có 204 người.
Theo biến chế, các Hộ quân thuộc Thượng tam kỳ sẽ thủ cửa của Tử Cấm Thành, còn thuộc Hạ ngũ kỳ sẽ trấn thủ cửa phủ các Vương công.